# Umm ar-Rasas
Umm ar-Rasas (arabsko: أم الرّصاص) (Kastrom Mefa'a, Kastron Mefa'a) je 30 km jugovzhodno od Madabe, ki je glavno mesto guvernorata Madaba v osrednji Jordaniji. Nekoč je bil dostopen s krakom kraljeve ceste. Leži v polsušni stepski regiji jordanske puščave. Mesto je bilo povezano s svetopisemskim naseljem Mefaat, omenjenim v Jeremijevi knjigi. Rimska vojska je mesto uporabljala kot strateški garnizon, vendar so ga pozneje spremenili in ga naselili s krščanskimi in islamskimi skupnostmi. Leta 2004 je bil kraj vpisan na seznam Unescove svetovne dediščine, arheologi pa ga cenijo zaradi obsežnih ruševin iz rimskega, bizantinskega in zgodnjega muslimanskega obdobja. Studium Biblicum Franciscanum je leta 1986 izvedel izkopavanja na severnem koncu najdišča, vendar je velik del območja pokopan pod ruševinami.

## Zgodnja zgodovina
Prebivalstvo je poseljevalo topografska območja onkraj zahodnih bregov Mrtvega morja, zlasti v obdobju zgodnje bronaste dobe III-IV, železne dobe II in v rimsko-bizantinskem obdobju . Med temi starodavnimi naselbinami je mesto Mefaat v svetopisemskih besedilih omenjeno kot eno od mest na planoti, ki je bilo obsojeno na veliko uničenje (Jer 48,21) . Številni kraki kraljeve ceste so služili kot sredstvo za doseganje bolj oddaljenih starodavnih mest, vendar je glavna pot služila kot predhodnica za Via Traiana Nova, ki jo je zgradil rimski cesar Trajan (53-117 n. št.) . Rimski vojaški domovi so bili na poti postavljeni kot obrambni ukrep proti barbarskim napadom čez rimsko puščavsko mejo, znano kot Limes Arabicus. Evzebij Cezarejski je Mefaat označil za taborišče rimske vojske v bližini puščave v svojem Onomasticonu (K.128: 21) . Tudi pri izkopu bizantinske cerkve je bil izpostavljen napis, ki je območje poimenoval Castron Mephaa, ki nadalje podpira teorijo, da sta Umm-ar Rasas in svetopisemski Mefaat eno in isto. 

## Mozaiki
Najpomembnejše odkritje na mestu so bila mozaična tla cerkve svetega Štefana. Izdelana so bila leta 756 (odkrita po letu 1986), ko so Omajadi na tem območju že uvedli muslimansko vero. Popolnoma ohranjena mozaična tla so največja v Jordaniji. Na osrednji plošči so prikazani prizori lova in ribolova, na drugi plošči pa so prikazana najpomembnejša mesta v regiji, vključno Filadelfija (Aman), Madaba, Esbounto (Hešbon), Belemounto (Ma'an), Areopolis (Ar-Rabba), Karak Moaba (Al-Karak), Jeruzalem, Nablus, Cezareja in Gaza. Okvir mozaika je še posebej dekorativno. Delo je podpisalo šest mojstrov mozaika: Staurachios iz Esbusa, Euremios, Elias, Constantinus, Germanus in Abdela. Prekriva druga, poškodovana mozaična tla starejše (587) cerkve škofa Sergija. V bližini so bile izkopane še štiri cerkve s sledovi mozaične dekoracije.

## Bizantinsko obdobje
Do 4. stoletja n. št. je romanje zaradi Palestine postalo jedro krščanskega sveta in množica pobožnih moških in žensk je prečkala puščavo, kjer so iskali mesta svetopisemskega pomena, in se pogovarjali z njihovim ustvarjalcem. Število romarjev se je v 5. st povečalo in mnogi kristjani so se odločili, da se naselijo v puščavi in ustanovijo samostanske skupnosti. Umm ar-Rasas je bil spremenjen v cerkveno središče, ki se ponaša s številnimi bizantinskimi cerkvami . Med pomembnimi najdbami, odkritimi na Umm-ar Rasas, je cerkev svetega Štefana, ki vsebuje dovršene in prefinjene mozaike. Odkritje grških napisov v mozaikih je potrjeno iz let 756-785 . Časovno obdobje sovpada z obdobjem abasidskega kalifata muslimanske vladavine in prikazuje krščansko okupacijo pozneje kot okoliške regije. Mozaiki ponazarjajo mestne sličice s pojasnjevalnim besedilom, ki zajemajo vrsto mest v Palestini, Jordaniji in ob delti Nila. Manjkajoči mozaiki na Umm ar-Rasas so portreti glavnih svetih krajev, kot so Betlehem, Hebron ali Nazaret, za razliko od zemljevida iz Madabe, najdenega v bližini.

## Muslimanska zasedba
Muslimanske vojske so prodrle v Palestino poleti leta 634 in sprva napadle regije vzdolž sredozemske obale, vključno z Gazo. Nezadovoljni z bizantinskim nadzorom so lokalna arabsko govoreča plemena, ki so živela v puščavnih prostranstvih, voljno pomagala muslimanskim napadalcem in olajšala njihovo osvojitev. Za učinkovito kampanjo je bilo značilno omejeno uničenje in mnoga mesta Svete dežele so se predala muslimanski oblasti. Bizantinske cerkve so bile redko spremenjene v mošeje, predvsem pa je v obdobju Abasidov muslimanska vlada aktivno uveljavljala omejevalne zakone proti krščanskim podobam . Mozaiki so bili odstranjeni in ponovno sestavljanji z barvnimi teserami, kot je prikazano v cerkvi svetega Štefana v Umm ar-Rasas. Po muslimanski zmagi so kristjani nadaljevali romanja po svetih krajih, vendar so se številke zmanjšale z grožnjo zapora muslimanskih uradnikov . Številni samostani in cerkve, ki so jih zgradili bizantinski kristjani, so bili na koncu opuščeni.

## Stilitski stolp
Izrazita značilnost Umm ar-Rasas stoji približno 1 kilometer severno od obzidanih ruševin . Razlaga, da je stilitski stolp (stebrni svetnik) in je služil kot ploščad krščanskim asketom, ki so na vrhu živeli osamljeno, kot tudi kot oltar za poziv k molitvi . Okrašen z vklesanimi krščanskimi simboli na vseh štirih straneh stoji kvadratni steber v daljavi kot dokaz nekoč cvetoče skupnosti, ustanovljene v bizantinski dobi kot središča duhovnega razsvetljenja.

## Galerija
- Stolp v obnovi 2017
- Mozaik
- Eden od ostalih lokov